# تغيير النظام
يشير «تغيير النظام» إلى استبدال نظام بنظام آخر. ويعود استخدام هذا المصطلح إلى عام 1925 على الأقل.
ويمكن أن يحدث تغيير النظام من خلال الاحتلال من قبل قوة أجنبية، أو من خلال ثورة أو انقلاب، أو من خلال إعادة الهيكلة بعد انهيار الدولة. ويمكن أن يؤدي تغيير النظام إلى استبدال كل أو جزء من المؤسسات والأجهزة الإدارية والبيروقراطية وغيرها من العناصر الموجودة في الدولة.

## الاستخدام الشائع
الانتقال من نظام سياسي إلى آخر، خصوصًا من خلال الإجراءات السياسية أو العسكرية المتضافرة، والذي يظهر في أحدث صوره في تغيير النظام الذي حدث في تونس.
وقد انتشر هذا المصطلح من خلال آخر الرؤساء الأمريكيين. فقد استخدم بل كلينتون وجورج دبليو بوش هذا المصطلح بشكل متكرر للإشارة إلى نظام صدام حسين في العراق. كما دعا رونالد ريجان من قبل إلى تغيير النظام في ليبيا، حيث وجه وكالة الاستخبارات المركزية (CIA) إلى العمل على تحقيق هذا الهدف.
وفي بعض الأحيان، يستخدم مصطلح تغيير النظام بالخطأ للإشارة إلى تغيير في الحكومة المعاصرة.
ويمكن تطبيق المصطلح تغيير النظام كذلك على جهات بخلاف الدول القومية.

## تغيير النظام داخليًا
يمكن أن ينجم تغيير النظام عن الثورات أو الانقلابات. ومن الأمثلة النموذجية على ذلك الثورة الروسية وانقلاب بورما عام 1962 وانهيار الشيوعية عام 1990 في أوروبا الشرقية.
ومن الأمثلة الأقل عنفًا لتغيير النظام بشكل داخلي تأسيس الجمهورية الفرنسية الخامسة والاتحاد الأسترالي.

## في الاستخدام الأكاديمي
بالإضافة إلى الاستخدامات الواردة أعلاه، يمكن أن يستخدم المصطلح «تغيير النظام» كذلك بمعنى أكثر عمومية، خصوصًا في الأعمال الأكاديمية، من أجل الإشارة إلى تغيير المؤسسات السياسية أو القوانين التي تؤثر على طبيعة النظام ككل. على سبيل المثال، كانت نهاية نظام بيرتون وودز بمثابة تغيير للنظام في النظام الدولي، كما كان الحال مع حدود السرعة الإلزامية الوطنية في الولايات المتحدة الأمريكية. ويمكن في الغالب النظر إلى تغيير النظام على أنه فرصة مثالية للتجارب الطبيعية التي يقوم بها علماء الاجتماع.

## وصلات خارجية
- Encarta Dictionary نسخة محفوظة 22 يناير 2007 على موقع واي باك مشين.
- Word Spy: Regime Change نسخة محفوظة 26 يوليو 2014 على موقع واي باك مشين.